# NGC 6076
NGC 6076 est une paire de galaxies elliptiques située dans la constellation de la Couronne boréale. NGC 6076 a été découverte par l'astronome allemand Albert Marth en 1864.
La galaxie au sud-est, aux coordonnées (16h 11m 13,01s et 26° 52′ 19,3″), est PGC 57409 aussi désignée comme NGC 6076 NED01 sur la base de données NASA/IPAC. Sa vitesse radiale est de 10 014 ± 31 km/s. Sa vitesse par rapport au fond diffus cosmologique est de 10 080 ± 31 km/s, ce qui correspond à une distance de Hubble de 149 ± 10 Mpc (∼486 millions d'al). Le diamètre indiqué sur cette page de la base de données est de 58,83 kpc (192 al) et il correspond probablement au diamètre total des deux galaxies.

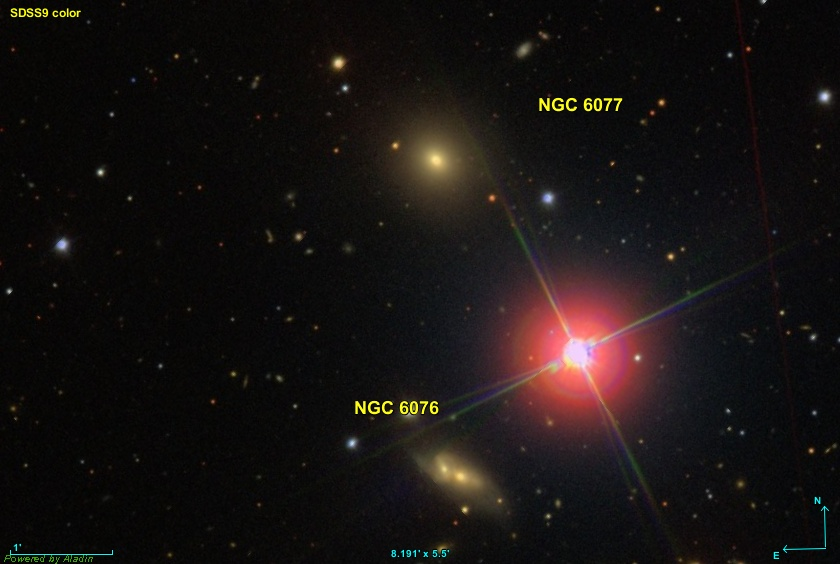
L'étoile située près de NGC 6076 et NGC 6077 est SAO 84233.

L'autre galaxie du couple est PGC 200331 aussi désignée comme NGC 6076 NED02. Ses coordonnées sont (16h 11m 13,80s et 26° 52′ 24,0″). Sa vitesse radiale est de 9 831 ± 36 km/s. Sa vitesse par rapport au fond diffus cosmologique est de 9 898 ± 36 km/s, ce qui correspond à une distance de Hubble de 146 ± 10 Mpc (∼476 millions d'al).